# Pallas Athena van Velletri
De Pallas Athena van Velletri (Frans: Pallas de Velletri) is een Romeins marmeren beeld van de Griekse god Athena (de Romeinse god Minerva). Sinds 1803 bevindt het zich in de collectie van het Louvre in Parijs. De naam wordt ook gebruikt om een type aan te duiden dat mogelijk is afgeleid van een beeld van de Griekse beeldhouwer Cresilas.

## Beschrijving
Het standbeeld van Pallas Athena is 3,05 meter hoog. De godin draagt een helm, een aegis, versierd met een gorgonenkopje, en een himation. Er zijn sporen van een rode kleur op het haar, rond de ogen en de mond van het beeld, wat erop wijst dat het polychroom was. Uit een monster genomen in 1992 onder het ooglid van het rechteroog bleek echter de aanwezigheid van een component die pas begin 19e eeuw op schilderijen verscheen, wat twijfel deed rijzen over de originaliteit van de polychromie.

## Type
Alle beelden van dit type zijn Romeinse kopieën uit de eerste eeuw van een verloren gegaan Grieks beeld, mogelijk een bronzen werk uit ca. 430 voor Christus door Cresilas. Het ovale gezicht en de scherpe rand van de wenkbrauwen, neus en ogen weerspiegelen die van de buste van de gehelmde Pericles in het British Museum. Die buste zou dezelfde zijn als het beeld dat Plinius de Oudere beschrijft in zijn Naturalis historia (XXXIV, 25) en toeschrijft aan Cresilas en waarvan Pausanias (I, 28, 2) vermeldt dat het zich op de Akropolis bevindt in de 2e eeuw. Deze parallel maakt het mogelijk om een datum en auteur voor het bronzen beeld van Pallas Athena aan te geven.
Gipsafgietsels van het beeldhouwwerk (waarschijnlijk afkomstig van het origineel) zijn gevonden bij opgravingen van de werkplaats van een Romeinse kopiist in Baiae. Deze afgietsels laten zien dat het brons van Cresilas dezelfde afmetingen had als de kopie in het Louvre.

## Versie in het Louvre
Er zijn veel oude kopieën van de Pallas Athena van Velletri gevonden (en de vondst in Baiae suggereert dat het beeld op grote schaal geproduceerd is), maar het bekendste is het exemplaar dat gevonden werd in de ruïnes van een Romeinse villa in een wijngaard in de buurt van Velletri in 1797. Na de ontdekking werd het beeld gekocht door Vincenzo Pacetti, die de punt van de helm, de rechte onderarm, de handen, de voeten, de slangen en een deel van de mantel toevoegde, en het hele oppervlak polijstte. Vervolgens verkocht hij het aan de Directoire, die het naar Rome vervoerde, waar het al snel in beslag werd genomen door Napolitaanse legers toen ze de stad van november tot december 1798 bezetten tijdens de openingsfase van de Tweede Coalitieoorlog. Frankrijk kreeg het beeld terug in het Verdrag van Florence (28 maart 1801). Napoleon was gefascineerd door het beeld, omdat het een krijgsgodin en een godin van de wijsheid in zich verenigde. Vanaf december 1803 werd het tentoongesteld in het Louvre.

## Afbeeldingen

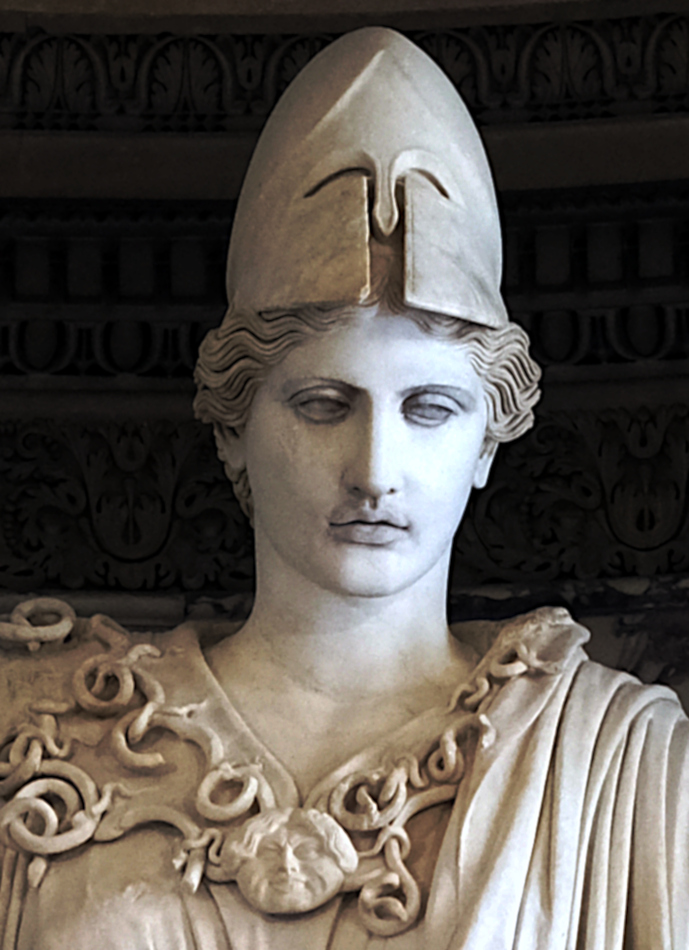
detail
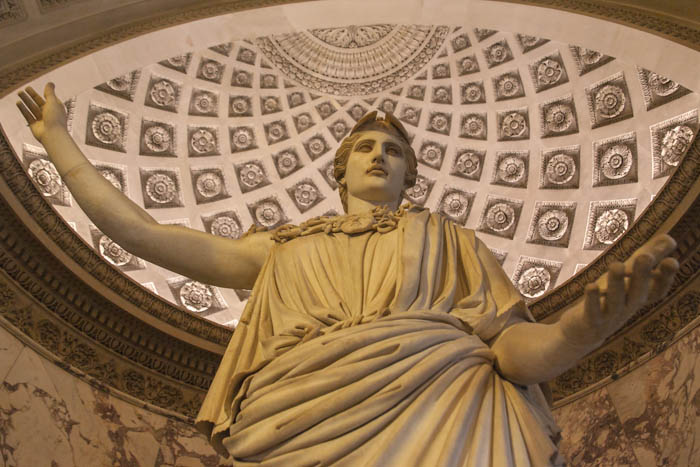
detail
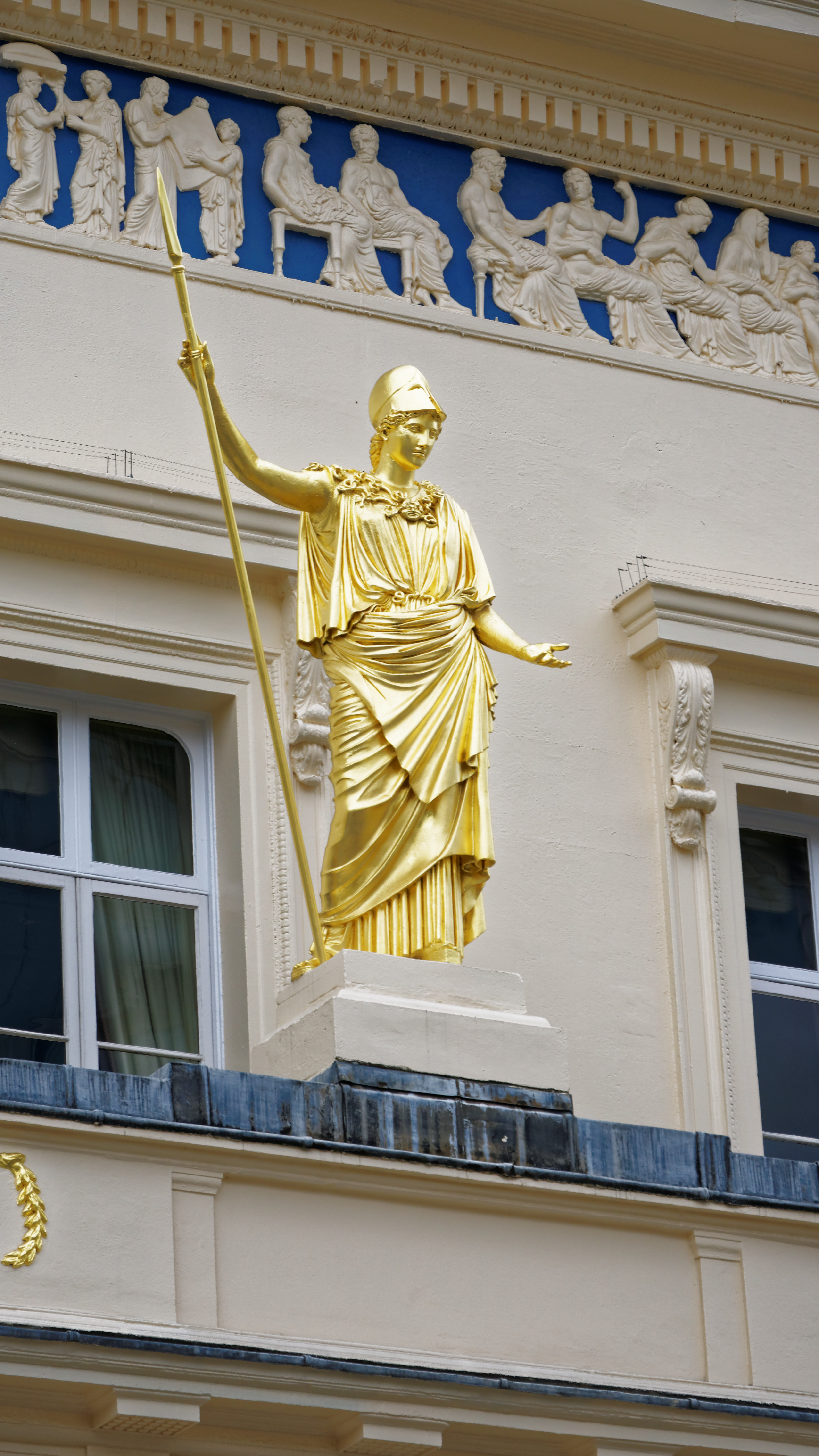
Moderne replica op de Athenaeum Club, Londen
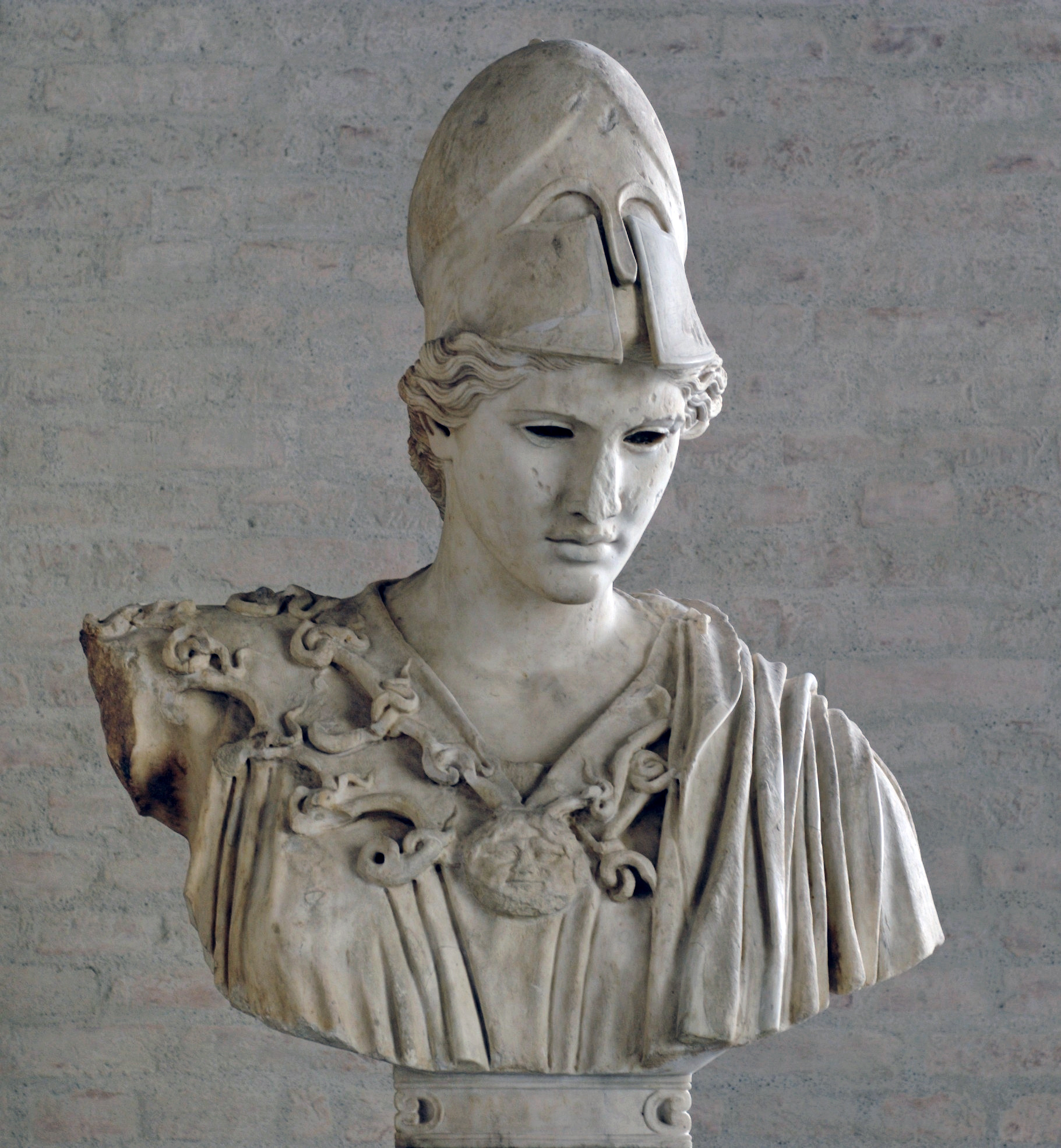
Hoofd van Pallas Athena in de Glyptothek München
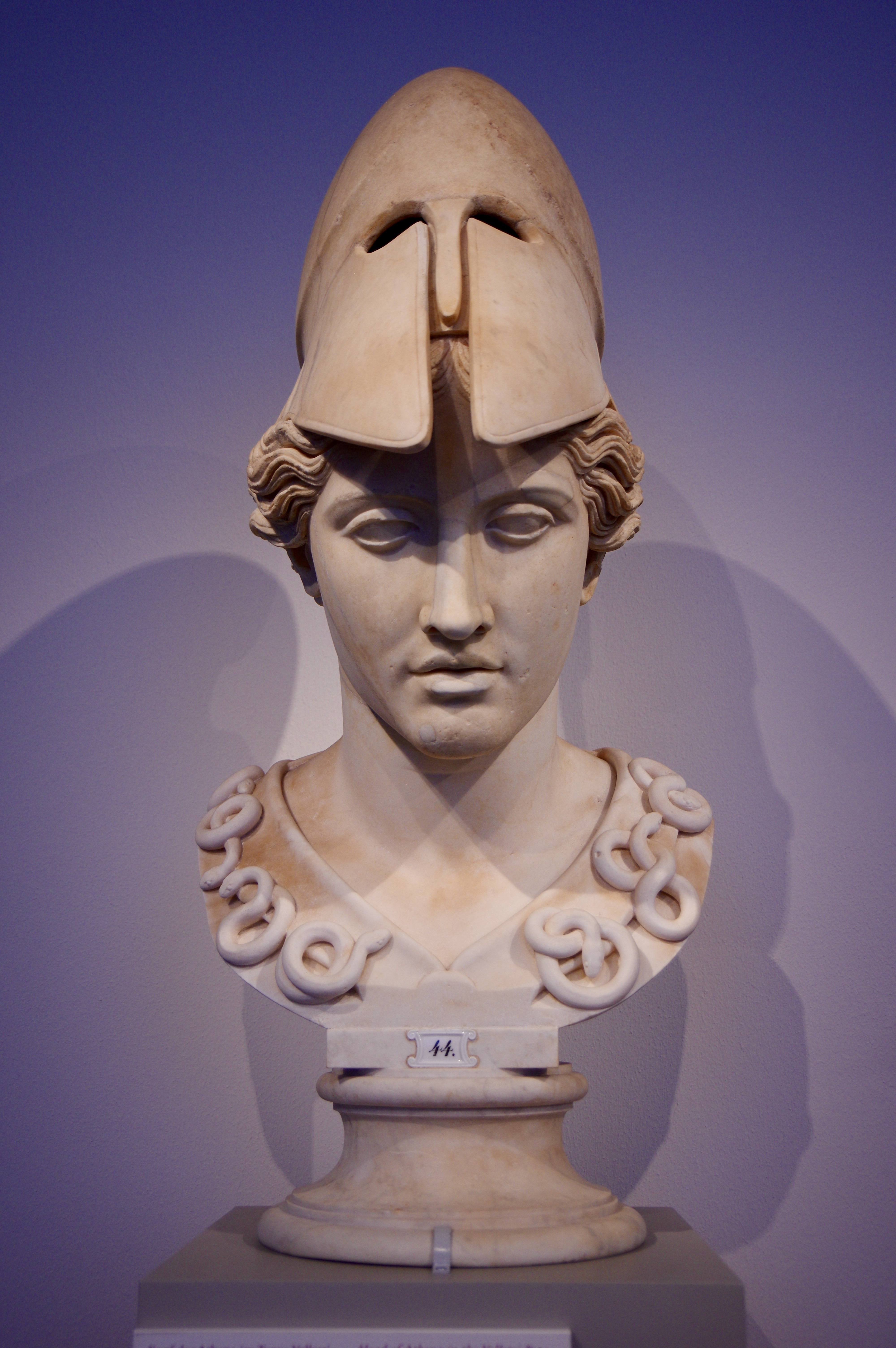
Hoofd van Pallas Athena in de Antikensammlung Berlin
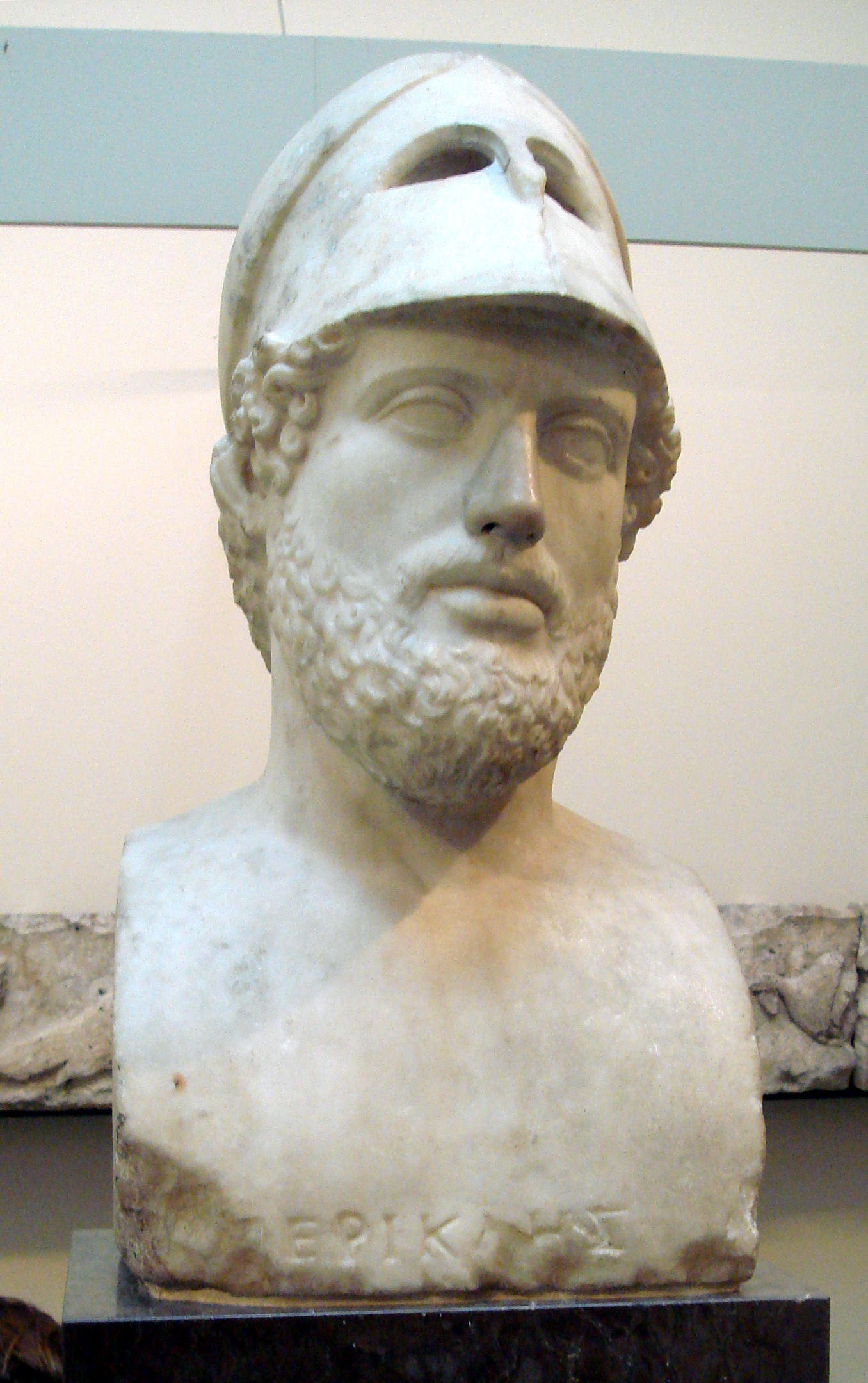
Buste van Pericles (kopie naar Cresilas)